# Lycium ferocissimum
Lycium ferocissimum ist eine Pflanzenart aus der Gattung der Bocksdorne (Lycium) in der Familie der Nachtschattengewächse (Solanaceae).

## Beschreibung
Lycium ferocissimum ist ein 2 bis 3 m hoher, steifer, mit Stacheln bewehrter Strauch. Seine Laubblätter sind sukkulent, unbehaart und 12 bis 24 mm lang, sowie 5 bis 7 mm breit.
Die Blüten sind zwittrig und fünfzählig. Der Kelch ist röhrenförmig, die Kelchröhre besitzt eine Länge von 5 bis 7 mm und ist mit 1 bis 1,5 mm langen Kelchzipfeln besetzt. Die Krone ist weiß, die Aderung ist violett und die Kronlappen sind blass violett mit einem basalen purpurnen Punkt versehen. Die Basis der Staubfäden ist dicht filzig behaart.
Die Frucht ist eine rote, breit eiförmige oder kugelförmige Beere, die 8 bis 10 mm lang und breit wird.

## Vorkommen
Die Art ist auf dem Afrikanischen Kontinent verbreitet und kommt dort in Südafrika in den Provinzen Ostkap, Westkap, Freistaat, KwaZulu-Natal und Mpumalanga, sowie in Marokko, Tunesien und Lesotho vor.

## Systematik
Innerhalb der Bocksdorne (Lycium) wird die Art nach phylogenetischen Untersuchungen in eine Klade mit anderen altweltlichen Arten der Gattung gruppiert. Innerhalb dieser Klade ist die Art nahe verwandt mit den Arten Lycium afrum, Lycium arenicola, Lycium schizocalyx, Lycium cinereum  und Lycium horridum.

## Belege
- J.S. Miller und R.A. Levin: Lycium ferocissimum. In: Project Lycieae
- Rachel A. Levin et al.: Evolutionary Relationships in Tribe Lycieae (Solanaceae). In: D.M. Spooner, L. Bohs, J. Giovannoni, R.G. Olmstead und D. Shibata (Hrsg.): Solanaceae VI: Genomics meets biodiversity. Proceedings of the Sixth International Solanaceae Conference, ISHS Acta Horticulturae 745, Juni 2007. ISBN 978-90-6605-427-1. S. 225–239.